# Aspidogyne confusa
Aspidogyne confusa är en orkidéart som först beskrevs av Charles Schweinfurth, och fick sitt nu gällande namn av Leslie Andrew Garay. Aspidogyne confusa ingår i släktet Aspidogyne och familjen orkidéer. Inga underarter finns listade i Catalogue of Life.